# Elecciones generales de Costa Rica de 1982
El domingo 7 de febrero de 1982 se realizaron las elecciones presidenciales costarricenses. El candidato del Partido Liberación Nacional fue Luis Alberto Monge quien le ganó a Carlos Manuel Castillo en las elecciones primarias internas, mientras que en la oficialista Coalición Unidad Rafael Ángel Calderón le ganó a Rodolfo Méndez Mata. El impopular gobierno de Rodrigo Carazo, asediado por una severa crisis económica, provocó un duro golpe a la candidatura oficialista que recibió un respaldo popular relativamente bajo en comparación a elecciones anteriores.

## Primarias

### Partido Liberación Nacional
La Convención Nacional Liberacionista de 1980 se realizó el 27 de marzo de ese año para definir al candidato presidencial del Partido Liberación Nacional, entonces primera fuerza de oposición, para las elecciones presidenciales de 1982.
A diferencia de la elección primaria previa esta volvió a ser un proceso cerrado (como se acostumbraba en los sesenta y setenta) en donde sólo votaron delegados escogidos en procesos distritales (alrededor de seis mil). En ellas ganó Luis Alberto Monge por sobre Carlos Manuel Castillo con el 65% de los votos.
Monge luego ganaría holgadamente las elecciones del 82 debido a que el gobierno de Rodrigo Carazo era tremendamente impopular. 
|  | 65.29 % |

|  | 34.70 % |

### Coalición Unidad
La Convención Nacional de la Coalición Unidad de 1981 se realizó para seleccionar al candidato de dicha coalición para los comicios de 1982. 
Se abrieron juntas receptoras de votos solamente en 25 cantones y asistieron a votar poco más de 85 000 personas, considerado un porcentaje muy bajo para la que era la coalición oficialista, sin embargo no era una cantidad despreciable. Resultó vencedor Rafael Ángel Calderón Fournier, líder del calderonismo y que contaba con el respaldo de tres de los cuatro partidos coaligados; el Republicano Calderonista, la Unión Popular y la Democracia Cristiana, mientras su rival Rodolfo Méndez Mata sólo era respaldado por el partido de Carazo, Renovación Democrática.
A pesar del triunfo de Calderón –que fue reconocido por Méndez Mata– en el interior de RD surge un importante sector liderado por Rodrigo Madrigal Nieto que desea desconocer el triunfo de Calderón y presentar un candidato (el propio Nieto). Esto provoca la salida temporal de RD de la Coalición.
No obstante ello conllevaba una grave consecuencia legal, ya que para hacer efectivo el cobro de la deuda política (el financiamiento que por ley le correspondía a cualquier partido o coalición por parte del estado proporcional a la cantidad de votos recibidos en la elección anterior) la coalición debía mantenerse unida.
A raíz de esto Roberto Tovar Faja intenta retomar el control de RD pero los madrigalistas lo impiden y RD sale oficialmente de la Unidad el 19 de julio. Tovar renuncia a la presidencia y ésta es asumida por Óscar Aguilar Bulgarelli quien intenta forzar a RD a ratificar su respaldo a Calderón pero, al no contar con suficientes votos, levanta la sesión de la Asamblea Nacional. Se reconvoca para el 22 de agosto de 1981 y en ella finalmente la asamblea decide mantener a RD en la Coalición Unidad y respaldar la candidatura de Calderón.
|  | 76 % |

|  | 23 % |

## Campaña
En estas elecciones la Coalición Unidad usó los colores azul y rojo propia de la bandera del partido al cual pertenecía el candidato que ganó las primarias, como fue en el caso anterior con la bandera celeste y blanco del partido de Carazo. Esta bandera rojiazul del Partido Republicano Calderonista de Calderón Fournier estaba, a su vez, basada en la bandera del Partido Republicano Nacional del padre de Fournier, Calderón Guardia, que usaba los colores rojo, azul y amarillo. Esta bandera rojiazul posteriormente fue la que se convirtió en la bandera del Partido Unidad Social Cristiana, fruto de la fusión de los partidos que integraban la Coalición Unidad.

## Partidos y coaliciones participantes
| Partido/Coalición | Partido/Coalición | Posición        |
| ----------------- | --- | --------------- |
|                   | Partido Liberación Nacional | Centroizquierda |
|                   | Coalición Unidad | Centroderecha   |
|                   | Pueblo Unido | Izquierda       |
|                   | Movimiento Nacional | Derecha         |
|                   | Partido Acción Democrática Alajuelense | Izquierda       |
|                   | Otros: Nacional Democrático, Unión Agrícola Cartaginés, Concordia Costarricense, Independiente, Auténtico Limonense, Acción del Pueblo, Demócrata, Unión Parlamentaria de Cartago, Auténtico Puntarenense, Obrero Campesino, Liberalismo Nacional, Republicano Progresista |                 |

## Presidente y Vicepresidentes

### Resultado general
|  | 58.80 % |

|  | 33.64 % |

|  | 3.84 % |

|  | 3.33 % |

|  | 0.20 % |

|  | 0.18 % |

|  | 97.47 % |

|  | 0.49 % |

|  | 2.04 % |

|  | 100.00 % |

|  | 78.63 % |

### Por provincia
| Provincia  | Monge (PLN) | Monge (PLN) | Calderón (CU) | Calderón (CU) | Echandi (MN) | Echandi (MN) | Gutiérrez (PU) | Gutiérrez (PU) | Chacón (PI) | Chacón (PI) | Retana (PD) | Retana (PD) |      |
| Provincia  | Votos       | %           | Votos         | %             | Votos        | %            | Votos          | %              | Votos       | %           | Votos       | %           |      |
| ---------- | ----------- | ----------- | ------------- | ------------- | ------------ | ------------ | -------------- | -------------- | ----------- | ----------- | ----------- | ----------- | ---- |
| Provincia  | Alajuela    | 102.324     | 59,46         | 61.026        | 35,46        | 4.745        | 2,76           | 3.441          | 2,00        | 280         | 0,16        | 264         | 0,15 |
| Cartago    | 65.676      | 61,91       | 34.806        | 32,81         | 2.858        | 2,69         | 2.259          | 2,13           | 274         | 0,26        | 203         | 0,19        |      |
| Guanacaste | 47.699      | 60,74       | 27.202        | 34,64         | 1.899        | 2,42         | 1.436          | 1,83           | 149         | 0,19        | 146         | 0,19        |      |
| Heredia    | 45.976      | 57,03       | 29.288        | 36,33         | 2.120        | 2,63         | 2.999          | 3,72           | 121         | 0,15        | 120         | 0,15        |      |
| Limón      | 25.526      | 53,86       | 16.034        | 33,83         | 1.697        | 3,58         | 3.698          | 7,80           | 265         | 0,56        | 171         | 0,36        |      |
| Puntarenas | 50.215      | 58,32       | 28.208        | 32,76         | 2.835        | 3,29         | 4.323          | 5,02           | 245         | 0,28        | 270         | 0,31        |      |
| San José   | 230.958     | 58,36       | 128.623       | 32,50         | 20.973       | 5,30         | 14.030         | 3,54           | 622         | 0,16        | 572         | 0,14        |      |
| Total      | 568.374     | 58,80       | 325.187       | 33,64         | 37.127       | 3,84         | 32.186         | 3,33           | 1.955       | 0,20        | 1.747       | 0,18        |      |

## Asamblea Legislativa
Las elecciones legislativas de 1982 se realizaron el domingo 7 de febrero de ese año simultáneamente con las elecciones presidenciales. La oficialista Coalición Unidad sufrió un duro debacle electoral ante la impopularidad del gobierno de Rodrigo Carazo, afectado por una crisis económica. El gran vencedor fue el Partido Liberación Nacional que obtuvo la bancada más grande de su historia hasta la fecha; 33 diputados, muy por encima del número requerido para la mayoría simple (29). Sin embargo, la Unidad logró mantenerse como segunda fuerza. La izquierda tuvo también un notorio incremento en su intención de voto duplicando sus porcentajes históricos, ya que usualmente obtenía un respaldo de 3% y en estas elecciones consiguió 6% y cuatro diputados, la segunda bancada más grande en la historia de la izquierda después del 48 (superada en 2014 en que obtuvo 9). 
|                                 |                                                          |           |        |         |       |
| Partido                         | Partido                                                  | Votos     | %      | Escaños | +/–   |
|                                 | Partido Liberación Nacional (PLN)                        | 527,231   | 55,15  | 33      | +8    |
|                                 | Coalición Unidad (CU)                                    | 277,998   | 29,08  | 18      | -9    |
|                                 | Coalición Pueblo Unido (PU)                              | 61,495    | 6,43   | 4       | +1    |
|                                 | Movimiento Nacional (MN)                                 | 25,824    | 3,60   | 1       | Nuevo |
|                                 | Partido Acción Democrática Alajuelense (PADA)            | 12,486    | 1,31   | 1       | Nuevo |
|                                 | Partido Nacional Democráta (PND)                         | 11,575    | 1,21   | 0       | Nuevo |
|                                 | Unión Agrícola Cartaginés (PUAC)                         | 7,235     | 0,76   | 0       | -1    |
|                                 | Partido Concordia Costarricense (PCC)                    | 5,014     | 0,52   | 0       | 0     |
|                                 | Partido Independiente (PI)                               | 4,671     | 0,49   | 0       | 0     |
|                                 | Partido Auténtico Limonense (PAL)                        | 3,893     | 0,41   | 0       | 0     |
|                                 | Partido Acción Popular (PAP)                             | 3,546     | 0,37   | 0       | Nuevo |
|                                 | Partido Demócrata (PD)                                   | 2,672     | 0,28   | 0       | 0     |
|                                 | Unión Parlamentaria de Cartago (UPC)                     | 1,047     | 0,11   | 0       | Nuevo |
|                                 | Partido Auténtico Puntarenense (PAP)                     | 1,036     | 0,11   | 0       | 0     |
|                                 | Partido de los Campesinos y Oberos (PCO)                 | 976       | 0,10   | 0       | Nuevo |
|                                 | Partido Liberal Progresista Republicano Nacional (PLPRN) | 708       | 0,07   | 0       | Nuevo |
|                                 |                                                          |           |        |         |       |
| Votos válidos                   | Votos válidos                                            | 955.990   | 96,41  | –       | –     |
| Votos en blanco                 | Votos en blanco                                          | 11.016    | 1,11   | –       | –     |
| Votos nulos                     | Votos nulos                                              | 24.560    | 2,48   | –       | –     |
| Total                           | Total                                                    | 991,566   | 100,00 | 57      | 0     |
| Registrados/Participación       | Registrados/Participación                                | 1,261,127 | 78.63  | -2,61   | -2,61 |
| Fuente: TSE; Election Resources |                                                          |           |        |         |       |

### Por provincia
| Provincia  | Liberación Nacional | Liberación Nacional | Coalición Unidad | Coalición Unidad | Pueblo Unido | Pueblo Unido | Movimiento Nacional | Movimiento Nacional | Nacional Demócrata | Nacional Demócrata | Independiente | Independiente | Demócrata | Demócrata | Otros | Otros |   |
| Provincia  | %                   | #                   | %                | #                | %            | #            | %                   | #                   | %                  | #                  | %             | #             | %         | #         | %     | #     |   |
| ---------- | ------------------- | ------------------- | ---------------- | ---------------- | ------------ | ------------ | ------------------- | ------------------- | ------------------ | ------------------ | ------------- | ------------- | --------- | --------- | ----- | ----- | - |
| Provincia  | San José            | 55.1                | 12               | 28.5             | 6            | 7.2          | 2                   | 4.7                 | 1                  | 1.5                | 0             | 0.4           | 0         | 0.3       | 0     | 2.3   | 0 |
| Alajuela   | 55.5                | 6                   | 30.1             | 3                | 3.3          | 0            | 2.4                 | 0                   | 0.7                | 0                  | 0.4           | 0             | 0.2       | 0         | 7.4   | 1     |   |
| Cartago    | 57.2                | 4                   | 25.5             | 2                | 3.8          | 0            | 2.2                 | 0                   | 0.6                | 0                  | 1.2           | 0             | 0.3       | 0         | 9.2   | 0     |   |
| Heredia    | 54.0                | 3                   | 32.4             | 2                | 8.3          | 0            | 3.5                 | 0                   | 1.1                | 0                  | 0.4           | 0             | 0.2       | 0         | -     | -     |   |
| Puntarenas | 55.7                | 3                   | 28.6             | 2                | 8.6          | 1            | 3.2                 | 0                   | 2.0                | 0                  | 0.3           | 0             | 0.4       | 0         | 1.2   | 0     |   |
| Limón      | 43.5                | 2                   | 27.0             | 1                | 14.2         | 1            | 3.4                 | 0                   | 1.8                | 0                  | 1.4           | 0             | 0.4       | 0         | 8.4   | 0     |   |
| Guanacaste | 59.4                | 3                   | 32.8             | 2                | 3.9          | 0            | 3.1                 | 0                   | 0.6                | 0                  | -             | -             | 0.2       | -         | -     | -     |   |
| Total      | 55.2                | 33                  | 29.1             | 18               | 6.4          | 4            | 3.6                 | 1                   | 1.2                | 0                  | 0.5           | 0             | 0.3       | 0         | 3.7   | 0     |   |

### Concejos municipales
| Partido                   | Partido                                       | Votos     | %      | ±      | Regidores | Regidores | Síndicos | Síndicos |
| Partido                   | Partido                                       | Votos     | %      | ±      | Total     | +/-       | Total    | +/-      |
| ------------------------- | --------------------------------------------- | --------- | ------ | ------ | --------- | --------- | -------- | -------- |
|                           | Partido Liberación Nacional (PLN)             | 535,478   | 55.91  | +15.91 | 299       | +86       | 403      | +226     |
|                           | Coalición Unidad (CU)                         | 287,825   | 30.05  | -14.57 | 164       | -66       | 11       | -217     |
|                           | Coalición Pueblo Unido (PU)                   | 59,161    | 6.18   | -0.25  | 21        | -2        | 0        | 0        |
|                           | Movimiento Nacional (MN)                      | 40,079    | 4.19   | Nuevo  | 4         | Nuevo     | 0        | Nuevo    |
|                           | Partido Nacional Democráta (PND)              | 9,455     | 0.99   | Nuevo  | 2         | Nuevo     | 0        | Nuevo    |
|                           | Partido Acción Democrática Alajuelense (PADA) | 9,359     | 0.98   | Nuevo  | 2         | Nuevo     | 0        | Nuevo    |
|                           | Partido Acción Popular (PAP)                  | 4,762     | 0.50   | Nuevo  | 0         | Nuevo     | 0        | Nuevo    |
|                           | Partido Independiente (PI)                    | 3,514     | 0.45   | -0.08  | 0         | -1        | 0        | -1       |
|                           | Partido Unión Generaleña (PUG)                | 1,852     | 0.19   | Nuevo  | 1         | Nuevo     | 0        | Nuevo    |
|                           | Partido Auténtico Limonense (PAL)             | 1,763     | 0.18   | -0.06  | 1         | 0         | 0        | 0        |
|                           | Partido de los Campesinos y Oberos (PCO)      | 1,463     | 0.15   | +0.02  | 1         | 0         | 0        | 0        |
|                           | Alajuelita Nueva (PALNU)                      | 1,073     | 0.11   | Nuevo  | 1         | Nuevo     | 0        | Nuevo    |
|                           | Partido Auténtico Puntarenense (PAP)          | 722       | 0.08   | -0.19  | 0         | -1        | 0        | 0        |
|                           | Unión Agrícola Cartaginés (PUAC)              | 695       | 0.07   | Nuevo  | 0         | Nuevo     | 0        | Nuevo    |
|                           | Partido Demócrata (PD)                        | 475       | 0.05   | -0.02  | 0         | 0         | 0        | 0        |
|                           |                                               |           |        |        |           |           |          |          |
| Votos válidos             | Votos válidos                                 | 957,676   | 96.59  |        |           |           |          |          |
| Votos en blanco           | Votos en blanco                               | 12,616    | 1.27   |        |           |           |          |          |
| Votos nulos               | Votos nulos                                   | 21,253    | 2.14   |        |           |           |          |          |
| Total                     | Total                                         | 991,545   | 100.00 | *      | 495       | +19       | 414      | +8       |
| Registrados/Participación | Registrados/Participación                     | 1,269,676 | 78.65  |        |           |           |          |          |
|                           |                                               |           |        |        |           |           |          |          |
| Fuente                    |                                               |           |        |        |           |           |          |          |